# Народна Філармонія
«Народна філармонія» — мистецьке об'єднання, що здійснює благодійну концертну, просвітницьку діяльність серед населення України, підтримуючи українських захисників власною творчістю, формуючи високі духовні цінності в молоді та дітей засобами народного мистецтва.
З метою збереження цілісності нашої держави, забезпечення миру і єднання народу, підняття бойового духу української армії, підтримки вимушених переселенців з Криму та Донбасу від 05 квітня 2014 року було проведено близько 300 концертів в рамках мистецького проекту «Народної філармонії». Народна філармонія своєю щоденною діяльністю консолідує ідеї, мрії та реальні дії всіх активних українців.

## Основні напрями діяльності
- культурне відродження: сприяння відродженню та охороні культурної спадщини України; збереження, примноження та популяризація українського пісенного фольклору, створення сучасних інтерпретацій народних пісень та традиційних обрядів, авторських постановок; розвиток української пісенної культури в усій різноманітності її видів та жанрів,
- народознавчо-просвітницький: організація та проведення майстер-класів, творчих зустрічей з видатними митцями України, планування діяльності організації згідно народних календарно-обрядових свят — різдвяних, купальських, жниварських тощо;
- творчо-методичний: залучення членів організації до концертної діяльності згідно розробленого планування; надання необхідної інформаційної та методичної допомоги аматорським колективам і об'єднанням та окремим виконавцям української пісні, проведення консультацій з народного сольного та ансамблевого співу, створення власної лабораторії фольклору;
- комунікативний: налагодження міжкультурного діалогу та зміцнення міжнародних зв'язків у сфері культури; організація міжнаціонального співробітництва митців; світова презентація української пісні через тісну взаємодію з представниками мистецького простору України та зарубіжжя;
- розкриття талантів та об'єднання людей відповідно до їх талантів та захоплень: виявлення та підтримка народних обдарувань через культурно-мистецьку діяльність організації; об'єднання всіх поколінь — від дошкільнят до молоді та зрілих творчих особистостей, де кожен може реалізувати свій потенціал на благо спільних інтересів громадян; сприяння самоосвіті та освіті населення у сфері вокального мистецтва, історії народної культури, пісенного фольклору тощо.

## Історія створення
Ще до революційних подій 2013—2014 рр. ініціатори заснування «Народної філармонії» співачка Руслана Лоцман, актриса Раїса Недашківська та композитор Ірина Кириліна проводили ряд спільних заходів у різних закладах культури і освіти по всій Україні, долучаючи до концертних програм найкращих виконавців української пісні, музикантів-інструменталістів, читців, творчі колективи. Це були акції єдності митців, програми вшанування світочів народної культури Т.Шевченка, Л.Українки, вечори-зустрічі з молоддю тощо. В часи Євромайдану артисти продовжували активну діяльність, проявляючи громадянську позицію, виступаючи на сцені Майдану та з початком вторгнення ворожих військ на територію України розпочали ще більш системну роботу з національної культурної пропаганди. До перших концертів в широкому складі «Народної філармонії» долучились десятки артистів. З кожним наступним виїздом до військових додавалось все більше бажаючих митців. Так, на річницю офіційного створення організації, в квітні 2015 року «Народна філармонія» налічувала понад 50 творчих одиниць — солістів народної та сучасної пісні, артистів оригінальних жанрів, гуртів, бардів, — спільний концерт-марафон яких тривав близько 8 годин.

## Проекти
Всеукраїнський тур «Народної філармонії» 2014—2015 рр. Проведено по військових частинах, полігонах, навчальних центрах, освітніх закладах різних областей України, в тому числі і в зоні АТО.
- Великдень у Армії — Миколаївська, Одеська (Очаків, Одеса), Київська (Васильків) області. 20—23 квітня 2014 року;
- Травневі свята з воїнами — Чернігівщина, Сумщина, Полтавщина, Львівщина, Рівненщина, Харківщина (Харків, Вовчанськ) 1—11 травня 2014 року;
- Літні зустрічі на військових полігонах — Ужгород, Мукачево, Івано-Франківськ, Запоріжжя, Дніпропетровщина, Херсонщина, Чернівці. 22.05 — 21.07.14 р.
- Військова служба з піснею — тур по військових частинах Тернопільщини, Львівщини (Золочів), Вінниччини, Кіровоградщини, Житомирщини, Волині. Червень-серпень 2014 року;
- Благодійні концерти зі збором коштів та допомоги для воїнів АТО: Чернівецький Літній театр (20.07.14 р.), районні парки м. Києва (15.06.14 р.), на Батьківщині Тараса Шевченка (26—28.07.14 р., Черкащина), День Незалежності в Центральному Будинку офіцерів (27.08.2014 р.), сольний тур Руслани Лоцман з Черкаським хором по філармоніях Західної України (вересень 2014 р.), благодійні виступи зі збором коштів у солдатську каску на столичних концертах (грудень-лютий 2014 р.)
- Різдвяний подарунок для українського воїна (Київ, Український Дім, 28.12.2014 року), після чого зібрані дарунки і речі були відвезені на передову.
- Гастролі в АТО: Маріуполь, Волноваха, Сартана, (вересень-жовтень 2014 року), Різдвяний тур (Сватове, Старобельськ, Краматорськ, Артемівськ, Дружківка, Константинівка, Волноваха) 8—16 січня 2015 р., Сольний тур Руслани Лоцман до воїнів Черкаського батальйону (Луганщина, Донеччина, Піски, Щастя, Ясинувата, полігони Житомирщини, Рівненщини) березень 2015 р;
- Великодній кошик для воїна (по периметру передової від півночі Луганщини до південних точок Донеччини), квітень 2015.
- Лицарям Буковини (прикордонна застава с. Фальків, благодійний тур по Вижниччині, збір коштів для будівництва хати родині загиблого Героя АТО Павла Лейби, Чернівецький військкомат та госпіталь), червень 2015 р.

### Міжнародні презентації
З виїздами за кордон Народна філармонія підтверджувала свій статус «Міжнародної», зокрема в Молдові, Румунії, Іспанії, Польщі, де учасники об'єднання презентували сучасну українську пісенну культуру (в співпраці з Товариством «Україна — світ»). Пісенні доробки митців організації були презентовані під час благодійних аукціонів у підтримку української армії в Литві, Естонії, Канаді (2015—2016 рр.)

### Патріотичне виховання молоді
Концерти, кінопокази, зустрічі з митцями та українською молоддю орієнтовані на виховання істинних духовних цінностей, усвідомлення героїзму українських військових, підняття рівня патріотизму в підростаючого покоління.
- Труханівська Січ. Впродовж літнього табору 2015 р. в м. Києві на Трухановім острові відпочивали сотні дітей-школярів з Донбасу; в рамках культурної роботи було проведено цикл патріотичних заходів за участю митців «Народної філармонії», зокрема українські пісенні вечорниці, Купала, сольний концерт-презентація диску Руслани Лоцман, покази українських фільмів.
- Олімпійський коледж імені Івана Піддубного. Жовтень 2015 р. — березень 2016 р. Творчі зустрічі, презентації, концерти до Дня Св. Миколая 19.12.2015 р., Різдвяні співанки 15.01.2016 р., Вечір пам'яті Небесної сотні 19.02.2016 р., кінопокази.
- Київський військовий ліцей імені Івана Богуна. 04 лютого 2015 р. Зустріч з українською піснею, жовтень 2016 р. Вечір пам'яті Івана Миколайчука за участю Народної артистки України Валентини Ковальської.
- ВНЗ та школи України. КНУКІМ, НПУ імені М. П. Драгоманова — Концерти української пісні за участю Заслуженої артистки України Руслани Лоцман (березень 2015 р., жовтень 2015 р.), Презентація Збірки вибраних творів Заслуженого діяча мистецтв України Ірини Кириліної 26.10.2015 р., зустрічі з кіно і піснею в Київській гімназії «Фортуна» (жовтень 2015 р., березень 2016 р.)
- Дитбудинки, санаторії для вимушених переселенців. З квітня 2014 року артисти об'єднання активно концертують для дітей-сиріт та вимушених переселенців з Криму і Донбасу. Навесні та восени 2015 р., взимку 2016 р. було проведено ряд благодійних заходів в дитбудинках, що знаходяться на Луганщині та Донеччині, знято відеоролик «Діти і воїни» про акцію єдності військових та дітей.

## Видання (музичні збірки, відео)
- «Народна філармонія — Героям України», жовтень 2014 р. Подарункова серія аудіодиску для військових та родин Небесної сотні.
- «Вибрані твори Ірини Кириліної», 2015 р. Збірка пісень.
- «Переможемо з піснею!», 2015—2016 рр. Аудіо- та відеозбірка.

### Фестивалі українського кіно і пісні
«МИКОЛАЙЧУК-ФЕСТ». З вересня 2015 р. йде активна робота по підготовці та проведенню Всеукраїнського фестивалю-конкурсу українського кіно і пісні імені Івана Миколайчука, в рамках якого планується КіноМарафон в зоні АТО та Фестиваль на Буковині 14—18 червня 2016 р.

## Учасники об'єднання
Серед учасників — провідні митці художнього слова і української пісні: Раїса Недашківська, Ірина Кириліна, Валентина Ковальська, Марія Миколайчук, Руслана Лоцман, Володимир Талашко, Олександр Гурець, Гурбан Аббасов, Фемій Мустафаєв, Володимир Гронський, Леся Горова, Черкаський Заслужений Академічний народний хор (п./к. Л. Трофименка), Зразковий дитячий театр пісні «Ладоньки» (п./к. С. Садовенко), Академічний ансамбль української музики «Дніпро» (п./к. О. А. Кулик), гурти «Горлиця» і «TaRuta», Тетяна Школьна, Уляна Воробей, Олена Кулдиркаєва, Євгенія Проворова, Каріна Кондрашевська, Микола та Анастасія Корнутяки (Львів), Марина Тимофійчук (Чернівці), Анжела Ярмолюк (АР Крим), Анатолій Васильців (Луганськ), Мелітопольська капела бандуристів (Запоріжжя), Олесь Харченко, Олександр Лоцман (Черкащина), Наталя-Марія Фарина (Рівне), Валерій Твін (Хмельниччина), Юрій Поляков, Василь Лютий (Донеччина), Артем та Олександр Хоманьки (Полтавщина), Дмитро Пєчкін (Одеса), Тетяна Володай, о. Дмитро Присяжний (Боярка Київської обл.), Тетяна Сарапіна, Аліна Тригуб, ліцеїсти КВЛ імені Богуна та ін.